# Койвэльвэгыргын
Койвэльвэгыргын (Койвельхвээргин) — река на Дальнем Востоке России, протекает по территории Иультинского района Чукотского автономного округа.
Длина реки 85 км, площадь бассейна 2350 км².
Берёт исток с северных склонов горы Хребтик, в верховье протекает через озеро Койвэльвэгытгын, в нижнем течении выходит на обширную заболоченную равнину, где русло может разбиваться на два и более рукавов. Впадает в Чукотское море также несколькими рукавами.
Название в переводе с чукот. Ӄойвылвэгыргын — «наледный водораздел».

## Притоки
Объекты перечислены по порядку от устья к истоку.
- 1 км: Тынкургин
- 10 км: река без названия
- 12 км: Тельхвуканья
- 23 км: река без названия
- 33 км: Метегенканья
- 35 км: река без названия
- 45 км: Уквульхвээргин
- 61 км: река без названия
- 63 км: река без названия
- 66 км: река без названия